# 2036: Nexus Dawn
2036: Nexus Dawn (conocido en territorios chinos y taiwaneses como 2036: Clone Era, 2036: Chain Dawn, o 2036: Copy of the Times; alternativamente conocido Blade Runner 2036) es un cortometraje estadounidense de ciencia ficción neo-noir que actúa como precuela a Blade Runner 2049; fue lanzado el 30 de agosto de 2017, aproximadamente cinco semanas antes del estreno del largometraje, y presenta al personaje de Jared Leto en Blade Runner 2049, Niander Wallace, junto a Benedict Wong. La película fue escrita por Hampton Fancher y Michael Green, quién también escribió el largometraje, y fue dirigido por Luke Scott, cuyo padre, Ridley Scott, dirigió el Blade Runner original y es productor ejecutivo de la secuela Blade Runner 2049.
La película tiene lugar en Los Ángeles en 2036, 13 años antes de los eventos de Blade Runner 2049, y cuenta la historia del encuentro de Wallace con un grupo de legisladores y sus intentos de convencerlos de permitir que su nueva línea de replicantes entre en producción.

## Reparto
| Actor         | Personaje          | Descripción                |
| ------------- | ------------------ | -------------------------- |
| Jared Leto    | Niander Wallace    | Fabricante de replicantes. |
| Benedict Wong | Legislador         |                            |
| Ned Dennehy   | Legislador No. 2   |                            |
| Adé Sapara    | Legislador No. 3   |                            |
| Ania Marson   | Legislador No. 4   |                            |
| Set Sjöstrand | Replicante Nexus-9 |                            |

## Lanzamiento
El 29 de agosto de 2017 se anunció que Denis Villeneuve había seleccionado a varios cineastas para dirigir cortometrajes explorando incidentes ocurridos entre los eventos de Blade Runner y Blade Runner 2049. El primero, 2036: Nexus Dawn, es dirigido por Luke Scott, y sigue a Niander Wallace cuando presenta un nuevo replicante Nexus-9 a los legisladores en un intento de abolir la prohibición de los replicantes. El cortometraje también cuenta con Benedict Wong como uno de los legisladores.

## Recepción
2036: Nexus Dawn fue recibido con agrado, dándole reconocimiento al hijo de Ridley Scott.